# JUNGLE PARADISE
『JUNGLE PARADISE』（ジャングル・パラダイス）は、FM-FUJIで1999年4月3日から2005年3月26日まで放送されたラジオ番組。略称ジャンパラ。同社東京支社STUDIO ViViD（渋谷区代々木）から生放送、関東・甲信地区で聴取可能であった。

## 概要
7年間続いた人気番組『WEEKEND Hi!』を終了させ、新しいタイプの若者向けのエンターテイメント番組として、土曜夜9時の時間帯に登場。DJはお笑いコンビのアンバランスと、女性アイドルグループのMISSIONを起用した。
アンバランス降板後はBOOMERと小池栄子が担当。その後、最終回まではピン芸人の劇団ひとりが担当した。
旬のアイドルが登場する「ジャンパラ・カフェ」や、人気アーティストがゲストとして登場する「パラダイス・インビテーション」のほか、プレゼント、映画、音楽、芸能情報など、内容もなかなか豪華であり、生放送を行っていた代々木のスタジオVIVIDは公開スタジオになっており放送中の様子がうかがえるのも魅力だった。

## パーソナリティ
男性お笑いタレント
- アンバランス
- BOOMER
- 劇団ひとり

女性アイドル
- MISSION（実際の出演は沖弥生（1999年4月）、三浦絵理子（同年5月）、佐藤千寿子（同年6月5日 - 19日）のみとなった）
- 国仲涼子
- 村田洋子（現:黒沢ひろ）
- 小池栄子
- 以下は劇団ひとりのアシスタントとして出演
  - 小島くるみ
  - 長谷川理沙
  - 二宮歩美

## タイムテーブル
（2004年当時の基準）
21:00　苦情メール紹介
21:15　パラダイス・インビテーション
22:20　ジャンパラ・カフェ（二宮）
22:45　恋愛マルチ相談室
23:00　ジャンパラ・プレゼンテーション　フィフスシーズン
23:20　【週代わりコーナー】 
- その1・MR.リリック
- その2・ペンネームひ～ちゃん
- その3・SEIGIのヒーロー

## MISSION降板問題
1999年4月のスタートと同時に起用されたMISSIONは、メンバー5人が月替わりで1名ずつ担当する予定だった。しかし、佐藤千寿子の担当期間中に突然降板する事態となった。原因については、メンバーの一人であった橋本真実の脱退問題にあったとも言われる。結果、7月担当予定だった折田みゆきの出演、予定通りなら8月に担当するはずだった橋本の出演は消滅した。
MISSION降板の代役として、6月26日放送分より国仲涼子と村田洋子 (現：黒沢ひろ)を急遽起用した。それからしばらくは国仲・村田が隔週担当、アンバランスと息の合った掛け合いを見せた。

## 番組の終了とその後
2005年3月26日の放送をもって、ジャンパラは6年にわたる歴史に幕を下ろす。翌週4月2日より後番組『SATURDAY GLASS SHOW』（通称サタグラ。パーソナリティ：ダーリンハニー、小島くるみ）に引き継がれた。サタグラも、引き続きスタジオVIVIDから1年間にわたり生放送された。
番組終了から4年後の2009年4月4日より、土曜日20:00-22:00枠にて、劇団ひとりがパーソナリティを務める『GEKIDAN SAMBA CARNIVAL』が放送開始された。ジャンパラと同様、STUDIO ViViDから生放送している。